# UMass Minutemen

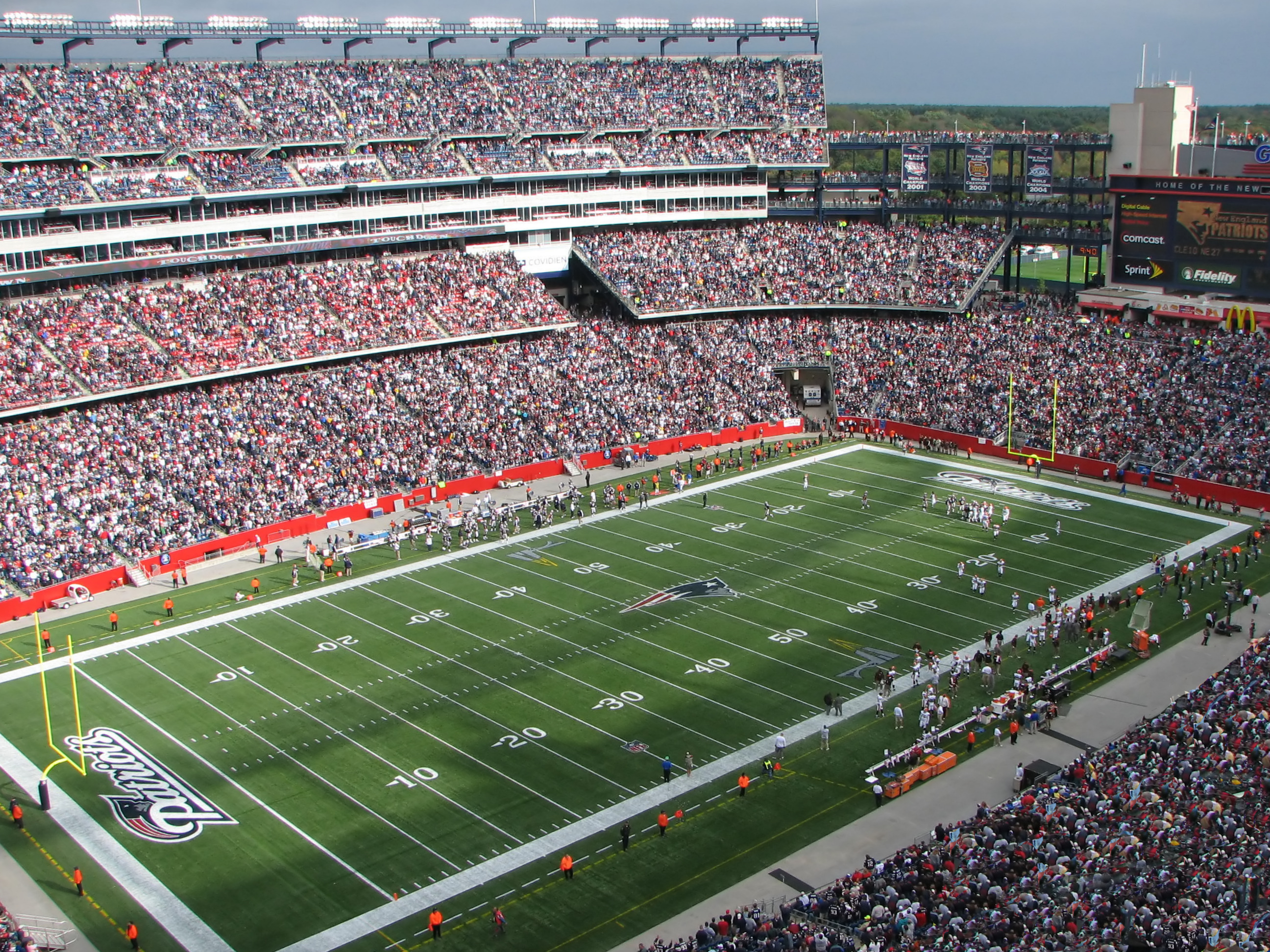
Gillette Stadium.

UMass Minutemen (español: Milicianos de la Universidad de Massachusetts) es el nombre de los equipos deportivos de la Universidad de Massachusetts Amherst, situada en Amherst, Massachusetts. Los equipos de los Minutemen participan en las competiciones universitarias organizadas por la NCAA, y forman parte de la Atlantic Ten Conference en todos los deportes excepto en fútbol americano, que compite en la Mid-American Conference; hockey sobre hielo, que compite en la conferencia Hockey East; y en lacrosse masculino, que compite en la Colonial Athletic Association.

## Apodo
Los equipos deportivos de UMass, como se conoce popularmente a la universidad, comenzaron denominándose Aggies, para en los años 60 cambiarlo por el de Redmen (pieles rojas). En la primavera de 1972 un grupo de indios nativos se dirigió por carta al Rector de la universidad avisándole de las connotaciones difamatorias del nombre hacia su pueblo. Se decidió entonces, mediante una votación, el cambiar el nombre por el de Minutemen, que hace referencia a unos milicianos de Massachusetts que combatieron en la Guerra de Independencia de los Estados Unidos. A los equipos femeninos se les denomina Minutewomen.

## Programa deportivo
Los Minutemen y las Minutewomen participan en las siguientes modalidades deportivas:
| - Masculino - Béisbol - Baloncesto - Cross - Atletismo - Fútbol - Fútbol americano - Lacrosse - Hockey sobre hielo - Natación - Esquí | - Femenino - Lacrosse - Baloncesto - Cross - Atletismo - Fútbol - Tenis - Softball - Remo - Hockey sobre hierba - Natación - Esquí |

## Baloncesto
Solamente 5 jugadores procedentes de UMass han llegado a la NBA, pero entre ellos hay que destacar a una de las grandes estrellas de todos los tiempos, Julius Erving, y Marcus "Samurai" Camby, número dos del Draft de la NBA de 1996.